# Dave Davies
Dave Davies (nascido David Russell Gordon Davies, 3 de fevereiro de 1947, Londres, Inglaterra) é o vocalista e guitarrista principal da banda de rock and roll inglesa Kinks, a qual fundou juntamente com Pete Quaife em 1963. Foi considerado o 91º melhor guitarrista de todos os tempos pela revista norte-americana Rolling Stone.

## Biografia
Seu irmão Ray Davies, que ficou como o mais conhecido da banda, foi incorporado ao grupo depois. O quarteto foi finalmente firmado quando o baterista Mick Avory entrou para a banda. Davies possui um relacionamento turbulento com Avory, e essa foi a razão por trás da separação da banda na década de 80, por outro lado, eles haviam morado juntos na década de 60.
O grupo se separou no início da década de 90, mas Dave continuou sua carreira musical como cantor e compositor até um derrame cerebral em 2004.
Entretanto, nunca alcançou a fama e a reputação do seu irmão mais velho, que compôs e cantou a maioria das canções dos Kinks. Dave Davies escreveu alguns hits como "Death of a Clown", "Susannah's Still Alive" e "Living on a Thin Line". Mas seu legado do rock foi concretizado em 1964, quando Dave criou o power chord para a canção “You Really Got Me”, de seu irmão. 
Em 2003, a revista Rolling Stone pôs Dave em 88º na lista dos “100 melhores guitarristas de todos os tempos”.
No dia 30 de junho de 2004, Davies sofreu um derrame num elevador no escritório da BBC em Londres, quando estava promovendo seu álbum Bug. Recebeu alta do hospital dia 27 de agosto.
O gurpo Kinks foi incluído ao British Rock 'n Roll Hall of Fame em novembro de 2005. Os quatro membros originais rebeceram o “award”. 
Ele é um grande amigo do diretor John Carpenter. Dave fez um trabalho caracterizado como uma reletirua de “Village of The Damned”, de Carpenter.
A partir de 2006, Dave se encontra um tanto quanto recuperado: ele já pode andar, cantar e tocar guitarra, mas tem dificuldade de cantar e tocar ao mesmo tempo, e está impossibilitado de sair em turnê. 
Em janeiro de 2007, Dave liberou seu primeiro álbum com material inédito, Fractured Mindz, em quase cinco anos. Este álbum é, também, seu primeiro de estúdio desde o derrame em 2004, no qual fora adicionada a faixa “God In My Brain”, (a qual fora gravada e liberada na compilação do álbum Kinked, de janeiro de 2006).

## Discografia
- "Dave Davies (AFL1-3603)" (1980)
- "Glamour" (1981)
- "Chosen People" (1983)
- "In the Mouth of Madness" (soundtrack, lead guitar on track #1) (1995)
- "Village of the Damned" (soundtrack) (1995)
- "Purusha and the Spiritual Planet" (1998)
- "Fortis Green" (1999)
- "Solo Live - Live Solo Performance at Marion College" (2000)
- "Rock Bottom - Live At The Bottom Line" (2000)
- "Fragile" (2001)
- "Bug" (2002)
- "Bugged... Live!" (2002)
- "Transformation - Live at The Alex Theatre" (2003 release from Meta Media)
- "Transformation - Live at The Alex Theatre" (2005 release on AngelAir Records)
- "Kinked" ( 7 March 2006 released on Koch Records)
- "Fractured Mindz" (30 January 2007 released on Meta Records via Davies' official website)